# Monroeville (Indiana)
Monroeville és una població dels Estats Units a l'estat d'Indiana. Segons el cens del 2000 tenia 1.236 habitants.

## Demografia
Segons el cens del 2000, Monroeville tenia 1.236 habitants, 463 habitatges, i 325 famílies. La densitat de població era de 636,3 habitants/km².
Dels 463 habitatges en un 37,6% hi vivien nens de menys de 18 anys, en un 53,6% hi vivien parelles casades, en un 12,1% dones solteres, i en un 29,6% no eren unitats familiars. En el 24,8% dels habitatges hi vivien persones soles el 12,1% de les quals corresponia a persones de 65 anys o més que vivien soles. El nombre mitjà de persones vivint en cada habitatge era de 2,66 i el nombre mitjà de persones que vivien en cada família era de 3,2.
Per edats la població es repartia de la següent manera: un 29,8% tenia menys de 18 anys, un 7,9% entre 18 i 24, un 30,8% entre 25 i 44, un 17,6% de 45 a 60 i un 13,8% 65 anys o més.
L'edat mediana era de 33 anys. Per cada 100 dones de 18 o més anys hi havia 90,8 homes.
La renda mediana per habitatge era de 35.795 $ i la renda mediana per família de 41.310 $. Els homes tenien una renda mediana de 31.534 $ mentre que les dones 24.853 $. La renda per capita de la població era de 16.242 $. Entorn del 6,5% de les famílies i el 10% de la població estaven per davall del llindar de pobresa.

## Poblacions més properes
El següent diagrama mostra les poblacions més properes.